# أي سيميتري سبيشل
مقبرة مميزة (بالإنجليزية: A Cemetery Special)‏ هو فيلم وثائقي تلفزيوني أخرجه ريك سيباك وأنتجته شبكة بي بي إس التلفزيونية الأمريكية سنة 2005. يصور المقابر والأحداث ومجال الأعمال المتعلق بها في عدة مناطق من الولايات المتحدة الأمريكية.

## المقابر والأحداث التي يتناولها الفيلم
- مقبرة أليغيني (بيتسبرغ، بنسلفانيا)
- مقبرة ماونت أوبرن (بوسطن الكبرى، ماساتشوستس)
- روك أوف إيجز كوربوريشن (غرانيتفيل، فيرمونت)
- مقبرة هوب (باري، فيرمونت)
- متنزه سايبرس لون التذكاري (كولما، كاليفورنيا)
- مقبرة كي ويست (كي ويست، فلوريدا)
- يوم الذكرى (واترلو، نيويورك)
- مقبرة ليك فيو (كليفلاند، أوهايو)
- مقبرة أوكلاند (أتلانتا، جورجيا)
- مقبرة بيرش هيل (فيربانكس، ألاسكا)

## روابط خارجية
- مقبرة مميزة على موقع IMDb (الإنجليزية)
- مقبرة مميزة على موقع قاعدة بيانات الفيلم (الإنجليزية)
- مقبرة مميزة على موقع ليتربوكسد (الإنجليزية)